# Chrześcijaństwo w Iranie
Chrześcijaństwo w Iranie obecne jest od bardzo dawna, praktycznie od samych początków istnienia tej religii. Chrześcijaństwo, które dziś nie jest już tak popularną religią w Iranie jak niegdyś, zawsze poddane było tu dominacji innej wiary, kiedyś zoroastryzmu i islamu sunnickiego (do 1501), następnie islamu szyickiego. Mimo to odegrało ważną rolę zarówno w historii tej części świata, jak i całego chrześcijaństwa.

## Główne wyznania
W Iranie mieszkają wyznawcy różnych kościołów. Członkowie największych i najstarszych kościołów to zazwyczaj przedstawiciele mniejszości etnicznych, posiadają własną, odmienną od reszty społeczeństwa irańskiego, kulturę i język. Członkowie mniejszych i nowszych kościołów to w przeważającej mierze osoby wywodzące się z rodzin wyznających inną religię, potem nawróceni przez misjonarzy. Wśród nich zdarzają się jednak i ludzie wywodzący się z tradycyjnie chrześcijańskich grup etnicznych.
Główne kościoły w Iranie to:
- Apostolski Kościół Ormiański (między 110 tys.[1] a 250 tys.[2] wyznawców)
- Katolicka archidiecezja Kościoła rzymskokatolickiego w Iranie, obejmująca swoim zasięgiem cały kraj to archidiecezja isfahańska. Początkowo jako diecezja powstała 12 października 1629; 1 lipca 1910 została podniesiona do rangi archidiecezji. Siedziba arcybiskupa znajduje się w Teheranie. W skład archidiecezji isfahańskiej wchodzi 6 parafii (około 22 tysięcy wyznawców)
  - Kościół chaldejski (około 7–10 tysięcy wyznawców[3])
- Asyryjski Kościół Wschodu (około 11–20 tysięcy wyznawców[3])
- Różne wyznania protestanckie, do najważniejszych należą:
  - Kościół Ewangelicko-Prezbiteriański Iranu
  - pentekostalizm (Asyryjski Kościół Pentekostalny)
  - Jama'at-e Rabbani (Irańskie Zbory Boże)
  - Anglikański Kościół Iranu

Według danych amerykańskiego Departamentu Stanu na temat wolności religijnej z 2004 roku, oraz oficjalnych danych Irańskiego w Iranie żyje około 300 000 chrześcijan, z których większość to Ormianie.

## Historia
Według Dziejów Apostolskich wśród ludzi którzy przyjęli chrzest w dniu Pięćdziesiątnicy byli Persowie, Partowie i Medowie. Część z nich, powracając w rodzinne strony, zaniosła nową wiarę na tereny dzisiejszego Iranu.
W czasach apostołów chrześcijaństwo zaczęło bujnie rozwijać się przede wszystkim w krajach wokół basenu Morza Śródziemnego. Rozwój chrześcijaństwa miał jednak miejsce nie tylko w imperium rzymskim, ale również w innych krainach. Nie inaczej było w Persji, choć tradycja i kultura tych chrześcijan, różniła się od tych z terenów rzymskich. Chrześcijanie perscy oparli się na tradycji dawnych gmin żydowskich i języku aramejskim (którego najprawdopodobniej używał sam Jezus), który w różnych nowszych formach używany jest przez nich do dzisiaj. Z terenów obecnego Iranu rozpoczęła się praca misyjna Świętego Tomasza Apostoła w Indiach oraz misje w Chinach (Stela z Xi’an i Pagoda Narodzenia Pańskiego).
Wczesne społeczności chrześcijańskie żyjące wzdłuż granic rzymsko-perskich znajdowały się w samym centrum konfliktu pomiędzy tymi państwami. W 313 roku, kiedy chrześcijaństwo zaczęło był tolerowane w imperium rzymskim, Sasanidzi zaczęli postrzegać chrześcijan jako potencjalnych sprzymierzeńców Rzymu. W 338 roku, kiedy w czasie walk w Azji Mniejszej, chrześcijańscy mieszkańcy Nusaybin opowiedzieli się po stronie Rzymu, rozpoczęły się represje Sasanidów wobec nich. Szapur II w 341 roku rozpoczął prześladowania na terenie całego swojego imperium. Szacuje się, że za jego rządów, trwających do 379 roku zamordowano około 16 000 chrześcijan. Represje przejawiały się także w dodatkowych podatkach, jakie chrześcijanie zmuszani byli płacić. Mimo to chrześcijaństwo ciągle rozwijało się i zyskiwało sobie na terenach rządzonych przez Sasanidów nowych wyznawców.
Prześladowania ustały na początku V wieku, za rządów Jezdegerda I, który w 409 roku zawarł pokój ze wschodnim cesarstwem. Był przychylny chrześcijanom, pomagał in nawet w odbudowie, zniszczonych za rządów Szapura II, kościołów. Aby uwolnić się od możliwych wpływów Rzymu na chrześcijan perskich, zdecydowano się na utworzenie oddzielnej organizacji kościelnej. Od czasów biskupa Seleucji i Ktezyfonu, Mar Papy (310–329) kościół perski miał swego katolikosa. W 410 roku Mar Izaak połączył diecezje perskie w jedną prowincję kościelną. W 422 roku perscy biskupi ogłosili podległy im kościół niezależnym od zwierzchnictwa Rzymu i Konstantynopola. W 424 roku katolikosa Dadiszu ogłoszono patriarchą kościoła perskiego, zrywając tym samym jakiekolwiek zależności od kościoła zachodniego.
W II połowie V wieku wśród chrześcijan na wschodzie coraz większe wpływy zyskiwał nestorianizm. Jego rozwój popierali perscy szachowie, upatrując w nim szansę na podporządkowanie sobie chrześcijaństwa w ich kraju i oddzielenie go od wpływów kościołów rzymskich. Przyjęli pod swoją opiekę nestorian uciekających z Bizancjum w 462 roku. W 484 uczynili nestoriańskiego biskupa Nisibis, Bar Saumę, patriarchą. W 489 roku zgodzili się na przeniesienie na teren Persji zlikwidowanej przez cesarza Zenona nestoriańskiej szkoły teologicznej z Edessy. Tymczasem, na synodach w 484 i 486 roku, kościół perski przyjął chrystologię Teodora z Mopsuestii oraz nauki Nestoriusza. Nauki te zostały potwierdzone przez patriarchę Babaja w 497. Od tamtej pory kościół perski oficjalnie uważa się za nestoriański. Do dziś jego doktorami i świętymi pozostają Teodor z Mopsuestii wraz z Nestoriuszem i Diodorem z Tarsu. Kościół nestoriański miał wówczas duże grono wyznawców i był oficjalnie uznawany przez szachów.
Niektórzy uważają nawet, iż w Persji przez krótki okres chrześcijaństwo było religią państwową. Chosrow I Anoszirwan pojął za żonę chrześcijankę, a jego syn Nushizad był chrześcijaninem. Kiedy król zachorował, przebywając w Edessie, kraj obiegła plotka jakoby umarł. Nushizad uznał się za nowego władcę Persji. Szybko okazało się, że wieści o śmierci Chosrowa I to tylko plotki, ale Nushizad, prawdopodobnie podjudzany przez agentów rzymskich, żądał aby to go uznano władcą. Szach na wieść o knowaniach syna wysłał swe wojska pod dowództwem Rama Berzina, aby stłumić bunt. W czasie bitwy Nushizad został ciężko rany i zabrany przez służących do obozu. Tam wyspowiadał się przed chrześcijańskim biskupem, prawdopodobnie Mar Abą I, po czym zmarł. Rebelia szybko upadła.
W VII wieku Persja została podbita przez muzułmanów i stała się częścią sunnickiego imperium kalifów. Początkowo sytuacja chrześcijan była dobra i kościół perski rozwijał się bez przeszkód. To właśnie w tym okresie doszło do jego największego rozkwitu a misjonarze zwani „Nosicielami Światła” chrystianizowali wiele ludów na Dalekim Wschodzie. W X wieku doszło jednak do pierwszych prześladowań chrześcijan perskich w państwie sunnickich kalifów. Sytuacja zmieniła się po raz kolejny w XIII wieku, kiedy to powstało ogromne imperium mongolskie. Początkowo chrześcijanie byli tolerowani i zezwalano im na prace misyjną i wyznawanie swojej wiary. Jednak pod koniec XIII wieku Ilchanidzi, mongolscy władcy Persji, przyjęli islam sunnicki. Liczba chrześcijan na terenach pod ich panowaniem, stopniowo zaczęła się zmniejszać. Chrześcijanie zaczęli zamykać się w swoich społecznościach, izolując się od reszty społeczeństwa, czemu sprzyjała odrębność językowa (posługiwali się na co dzień aramejskim lub ormiańskim, a nie perskim czy arabskim).
Ogromnym ciosem dla chrześcijan na tych terenach było panowanie Timura (1360–1405), który, chcąc zjednać sobie muzułmanów sunnickich, często dokonywał masakr innowierców. W czasie najazdów na Persję i późniejszych kampanii Timura zginęło wielu chrześcijan w całej Azji.
W 1445 część chrześcijan perskich, używających języka aramejskiego, weszła w unię z kościołem rzymskokatolickim. Ta grupa w 1553, wraz z konsekracją Jana Sulagi na chaldejskiego patriarchę Babilonu, stała się odrębnym kościołem – kościołem chaldejskim. Ci którzy nie uznali unii, funkcjonują do dziś pod nazwą Asyryjskiego Kościoła Wschodu. Wyznawcy obydwu kościołów nie są dziś zbyt liczni w Iranie. Wśród irańskich chrześcijan dominują Ormianie.
Od 1501 roku, Iran przeszedł transformację z państwa większościowo sunnickiego na szyickie. Podczas wojny persko-tureckiej, ormiańskie duchowieństwo wystąpiło do szyickiej Persji o ochronę przed sunnickim imperium osmańskim, szach Abbas I Wielki przesiedlił 300 tys. chrześcijańskich Ormian i Gruzinów w głąb kraju, głównie do stolicy safawidzkiej Persji, Isfahanu.
W XVIII i XIX wieku na terenie Persji rozpoczęły swą działalność misje protestanckie. Zakładały one nie tylko nawracanie na chrześcijaństwo, ale także edukację, opiekę zdrowotną i wspomaganie innych chrześcijańskich wyznań. W przeciwieństwie do tradycyjnych, etnicznych kościołów, protestanckie kościoły składają się z członków różnych grup etnicznych, także Persów.

## Obecna sytuacja

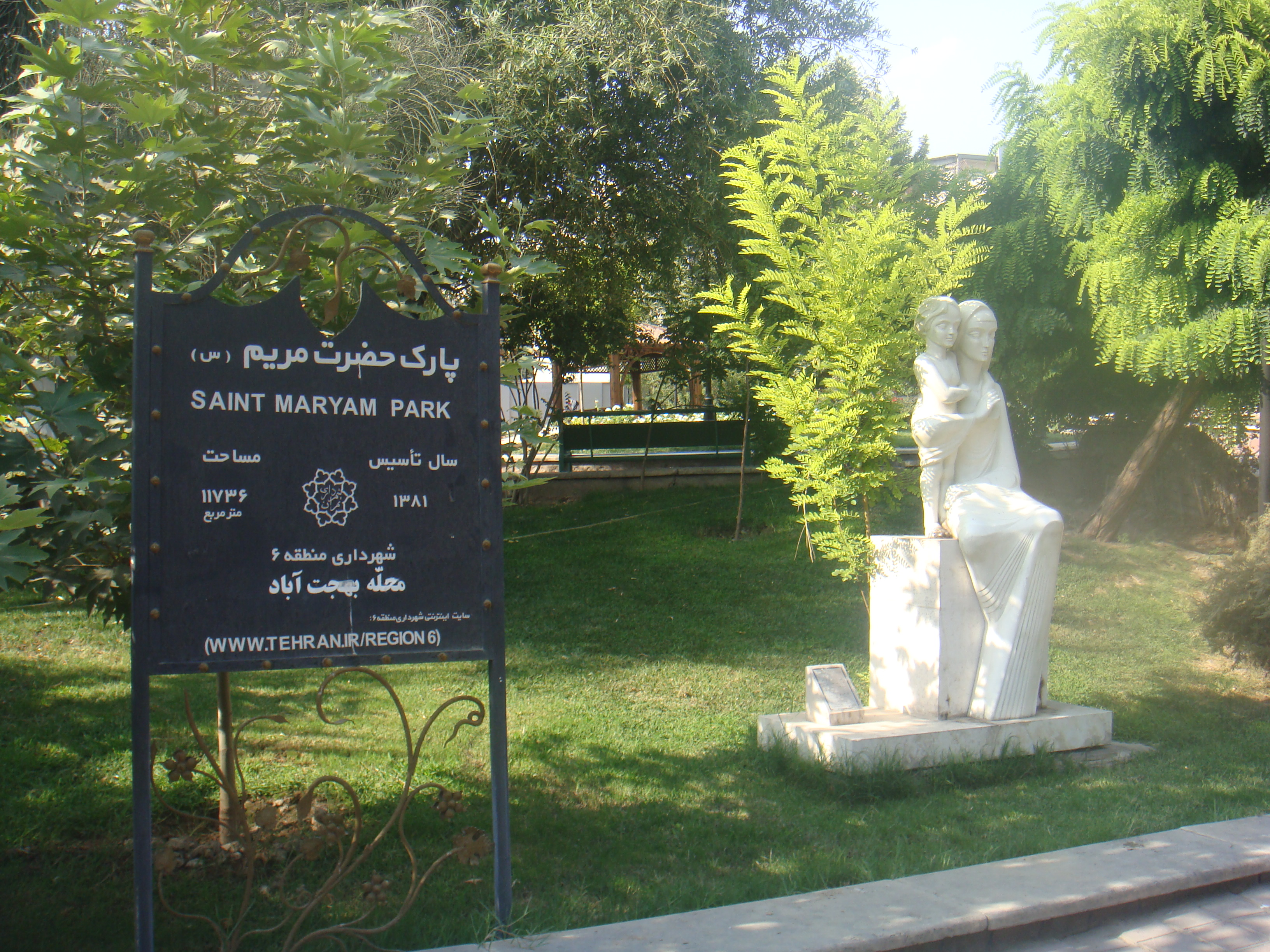
Park św. Marii w Teheranie

Iran jest obecnie państwem wyznaniowym, w którym uprzywilejowaną pozycję ma islam szyicki. Z powodu problemów ekonomicznych, społecznych i dyskryminacji wielu chrześcijan decyduje się na emigrację, głównie do Stanów Zjednoczonych, Kanady i Europy Zachodniej. W 1975 chrześcijanie stanowili 1,5% społeczeństwa, w 2000 roku już tylko 0,4%.
Bazując na naukach islamu szyickiego, oficjalne prawo irańskie uznaje zorganizowane i zarejestrowane chrześcijańskie mniejszości (m.in. Apostolski Kościół Ormiański, Asyryjski Kościół Wschodu czy Kościół katolicki), przyznając im specjalne prawa: prawo do produkowania i spożywania pokarmów bez zachowywania zasad halal (wieprzowina, alkohol), stała reprezentacja w parlamencie czy oddzielne prawo cywilne.

### Status protestantyzmu
Działania rządu są często nieprzychylne wobec niezorganizowanych i niezarejestrowanych grup chrześcijańskich (różne wyznania protestanckie): prowadzono wywłaszczenia, zamykano prowadzone przez chrześcijan firmy i sklepy oraz utrudniano im życie codzienne. Protestujących przeciwko takiej polityce skazywano na kary więzienia. Dochodziło nawet do morderstw niewygodnych dla władzy liderów tej społeczności, z których najgłośniejsza była śmierć Haika Mehra, biskupa Jama’at-e Rabbani w 1994 i zabójstwo Ghorbana Tourani, pastora Asyryjskiego Kościoła Ewangelickiego.
Według niepotwierdzonych danych Jama'at-e Rabbani (Zbory Boże) i Kościół Anglikański do dziś prowadzą misje wśród muzułmanów i akceptują zakazaną przez prawo konwersję z islamu. Według tych samych danych około 80% wyznawców Jama’at-e Rabbani to nawróceni na chrześcijaństwo muzułmanie.
Władze Iranu są zaniepokojone dynamicznym rozwojem protestanckich Kościołów domowych w ostatnich latach. Istnieje gęsta sieć tajnych wspólnot chrześcijańskich. Kościoły domowe to zjawisko bardzo dynamiczne, ale trudne do dokładnego oszacowania. Tworzą je zazwyczaj konwertyci z islamu na chrześcijaństwo, którzy zachowują swoją wiarę w tajemnicy i nie uczęszczają do oficjalnie uznanych przez państwo Kościołów. Oficjalne świątynie są często śledzone przez służby bezpieczeństwa, które wyszukują konwertytów. Z konieczności neofici tworzą małe wspólnoty domowe. Bardzo często nie mają dostępu ani do duchownych, ani do literatury religijnej. Jedynym źródłem informacji o nowej wierze pozostaje dla nich telewizja satelitarna oraz internet. Zdaniem agencji Mohabata rozwój Kościołów domowych budzi niepokój wśród władz islamskich, które naciskają na policję, aby rozprawiła się z chrześcijaństwem. Według Operation World Iran jest państwem z największym przyrostem chrześcijan ewangelikalnych na poziomie 19,6%.

### Status Świadków Jehowy
Od 1948 datuje się obecność kilkudziesięciu Świadków Jehowy w tym kraju. Od 1980 działają nieoficjalnie, po ich zdelegalizowaniu przez ówczesny rząd. W latach 70 XX w. w stolicy działała wówczas mała grupa głosicieli z 13 narodowości, a ich liczba w 1977 wynosiła – 61 osób. W tym też roku przybyli do Iranu misjonarze Szkoły Gilead, otwarto Biuro Oddziału. W lipcu 1980 władze zmusiły wszystkich misjonarzy do opuszczenia kraju. Obecnie w Iranie działają nieoficjalnie miejscowi Świadkowie Jehowy. Działalność prowadzona jest potajemnie. Zebrania religijne odbywają się w mieszkaniach prywatnych z zachowaniem nadzwyczajnych środków ostrożności. Obecnie brakuje oficjalnych szczegółowych danych na temat ich liczebności, sprawozdanie z ich działalności dołączane jest do ogólnego z 33 krajów, gdzie działalność tego wyznania jest ograniczona prawnie lub zakazana.

## Biblia w językach irańskich
Ormiańscy i Asyryjscy chrześcijanie korzystają z Biblii w swoich własnych językach.
Pismo Święte zostało przetłumaczone na języki używane na terenie Persji bardzo wcześnie, już w czasach pierwszych chrześcijan. W czasach nam bliższych, pierwszym który dokonał przekładu Biblii na perski był Henry Martyn w XVIII wieku.
Fragmenty Biblii były też tłumaczone na azerski (Nowy Testament), mazanderański (część Ewangelii) i kurdyjski (Ewangelie).

## Zabytkowe i istniejące kościoły
Na terenie Iranu przetrwało wiele starych i zabytkowych kościołów, pochodzących jeszcze z czasów wczesnego chrześcijaństwa. Kościół Świętej Marii w północnej części Iranu, jest uważany przez niektórych historyków za najstarszą po kościele betlejemskim świątynię chrześcijaństwa. O kościele tym wspomina między innymi Marco Polo.
Niektóre (lista niekompletna) kościoły w Iranie:

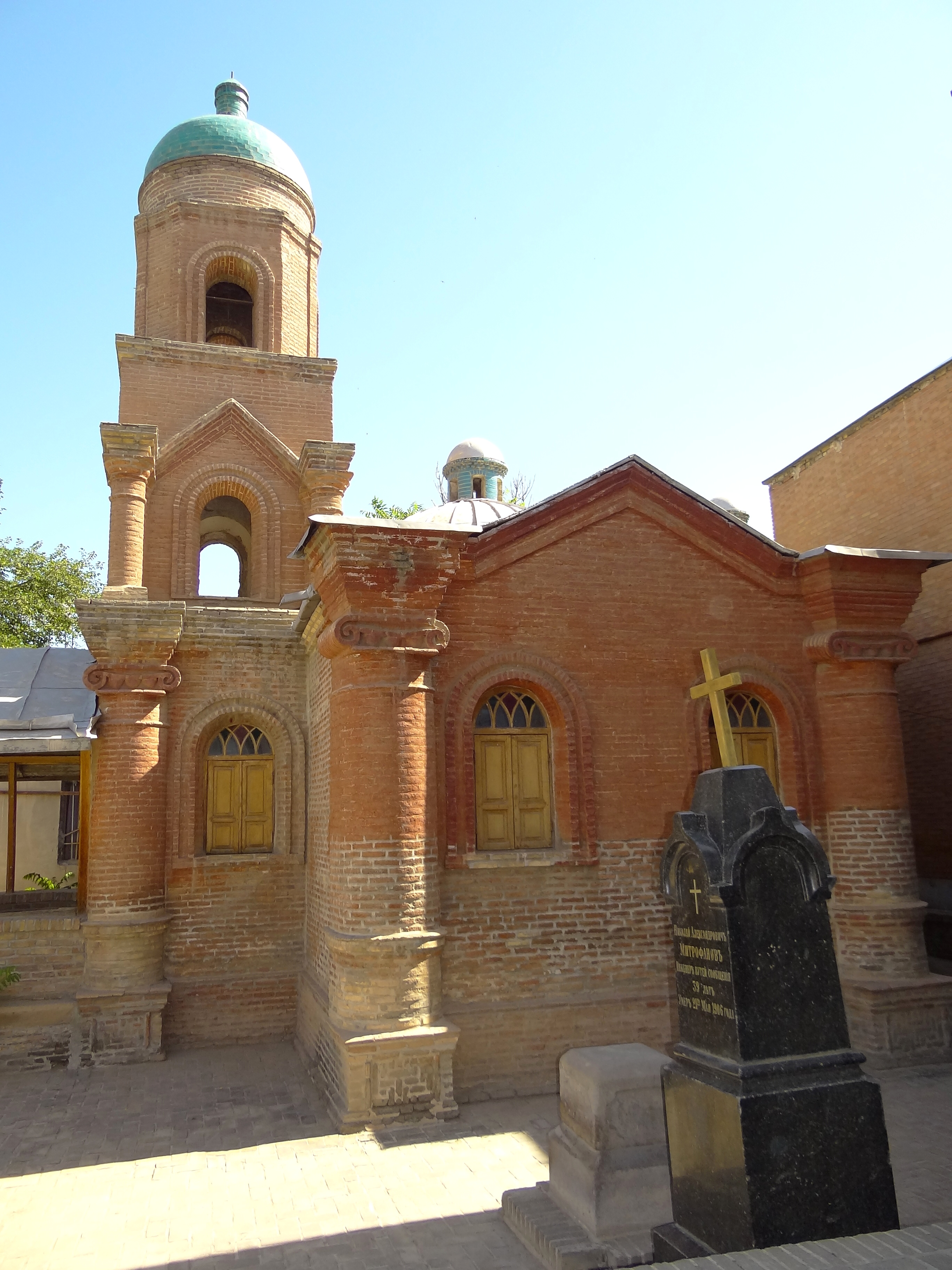
Rosyjski Kościół Prawosławny w Kazwinie
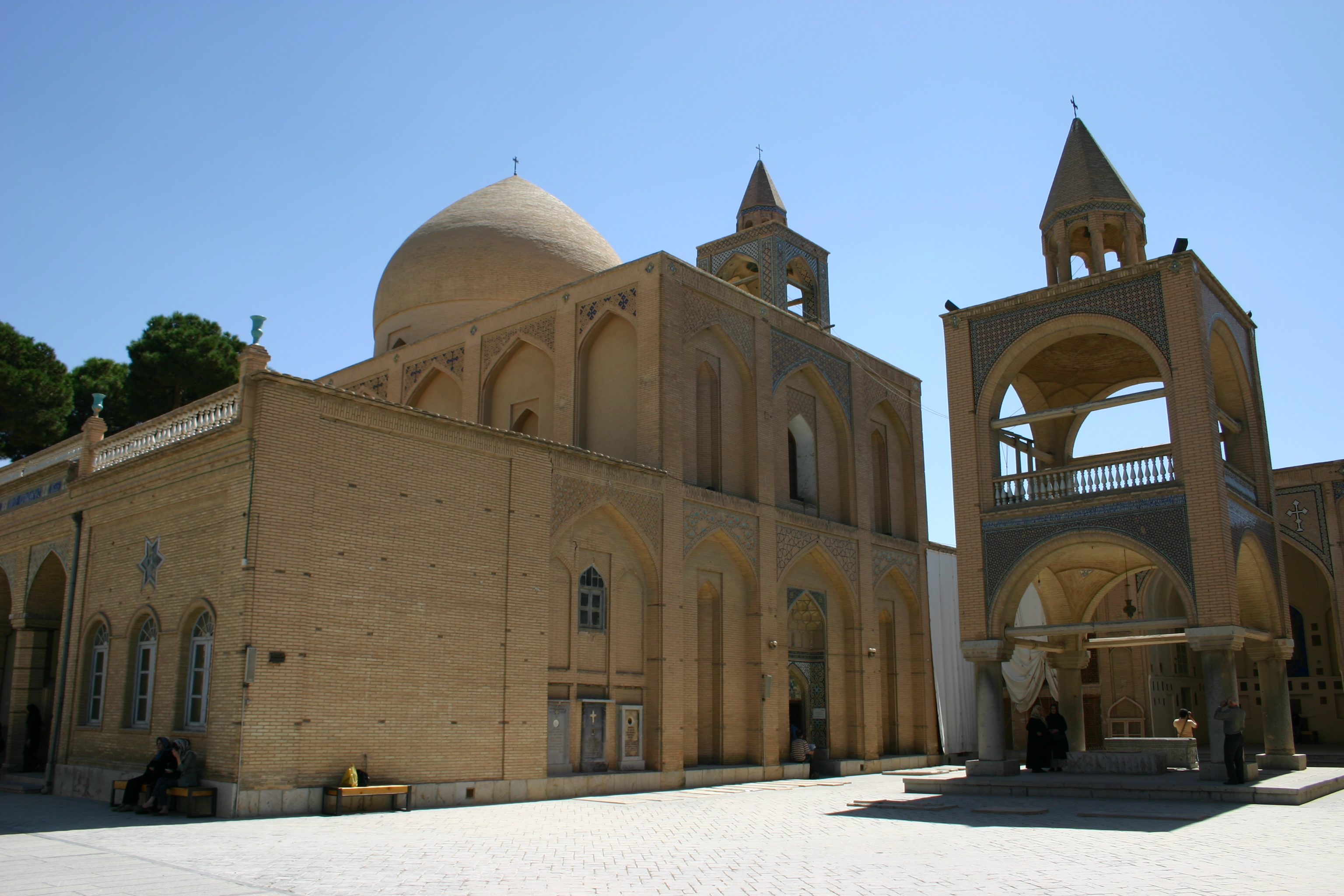
Katedra Świętego Zbawiciela w Isfahanie
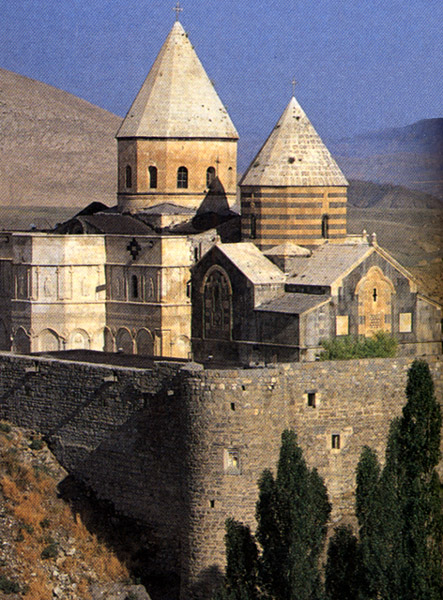
Monaster św. Tadeusza w ostanie Azerbejdżan Wschodni
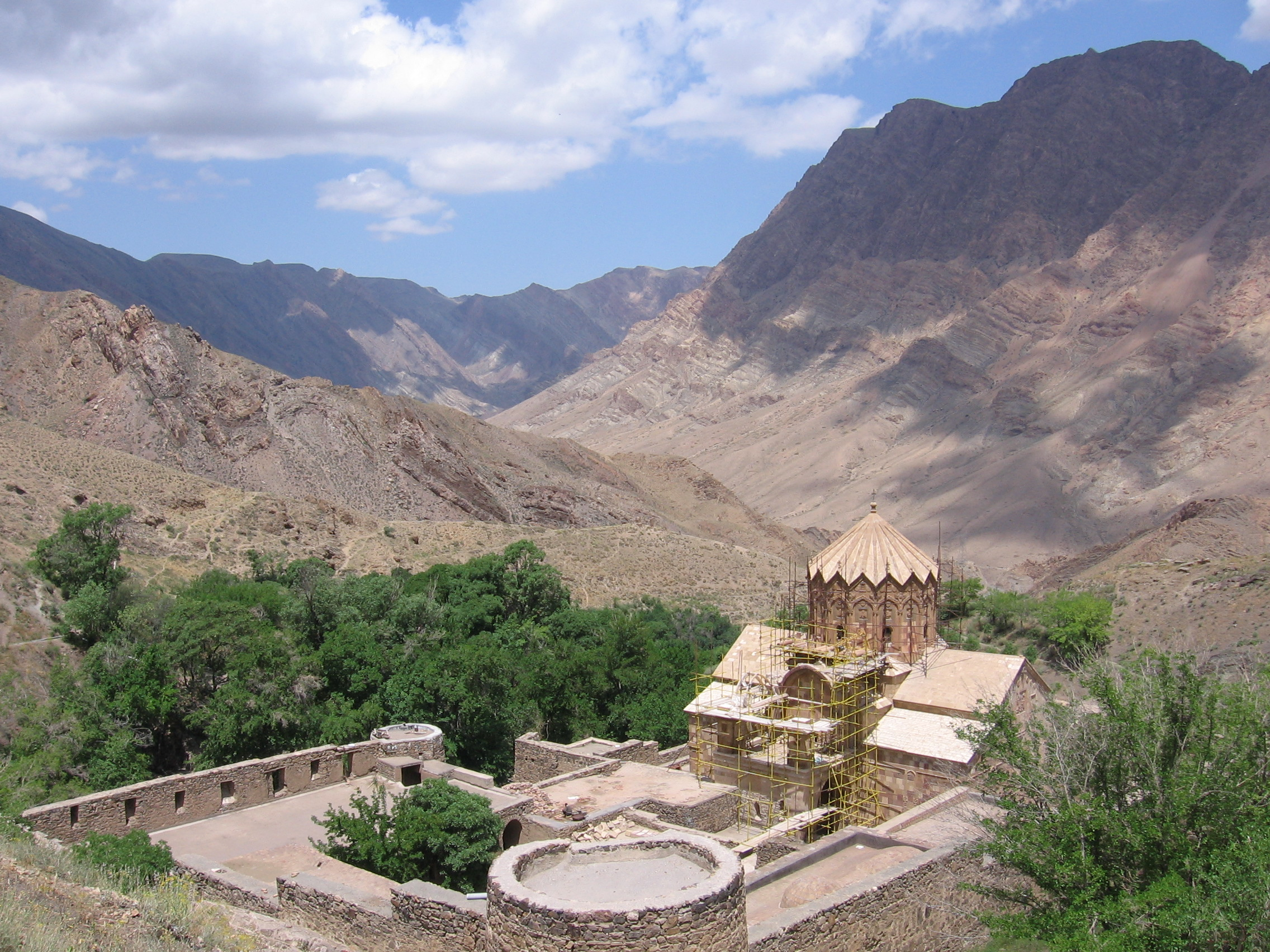
Monaster św. Stefana w ostanie Azerbejdżan Wschodni
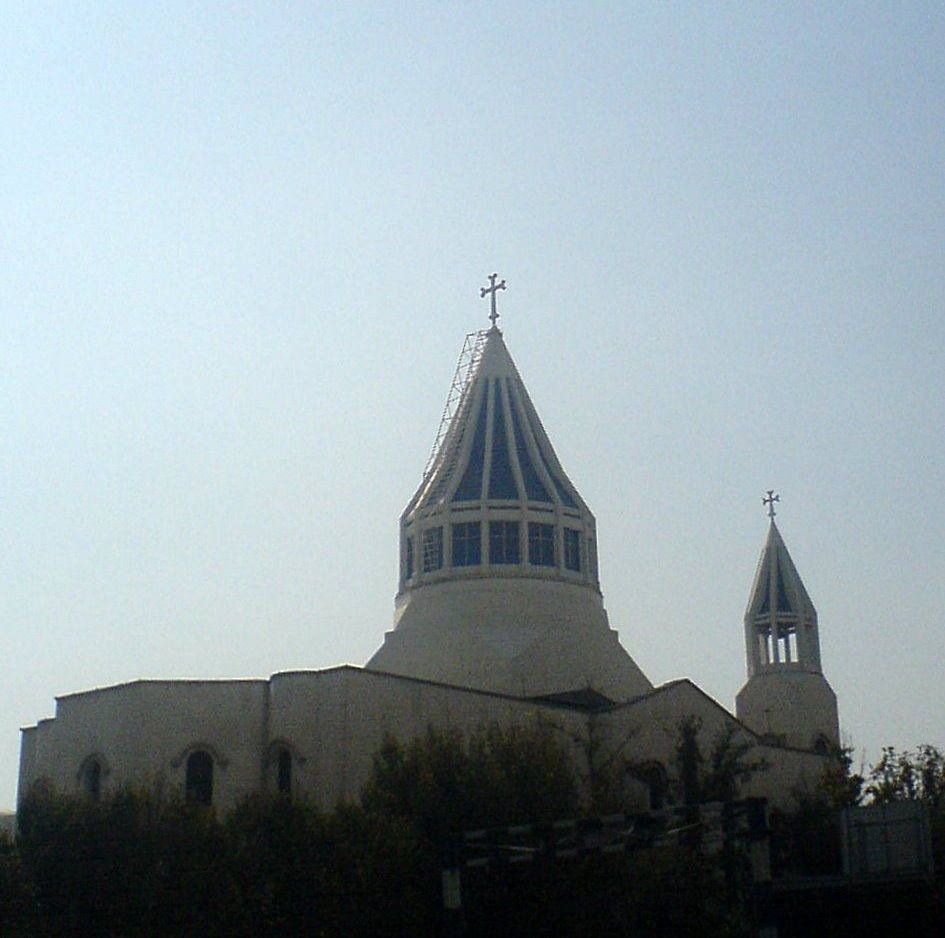
Katedra św. Sarkisa w Teheranie
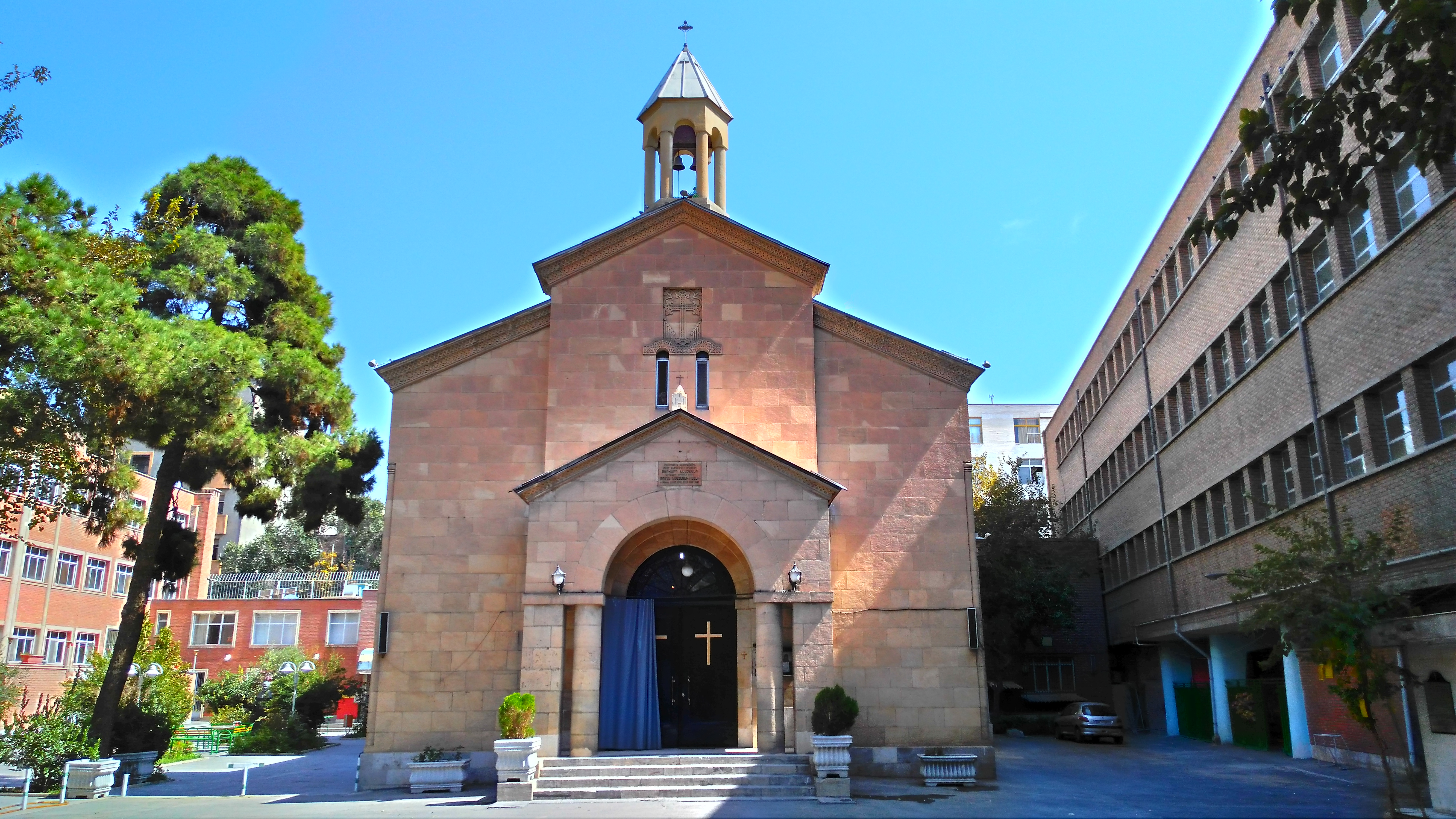
Apostolski Kościół Ormiański (?) św. Marii w Teheranie
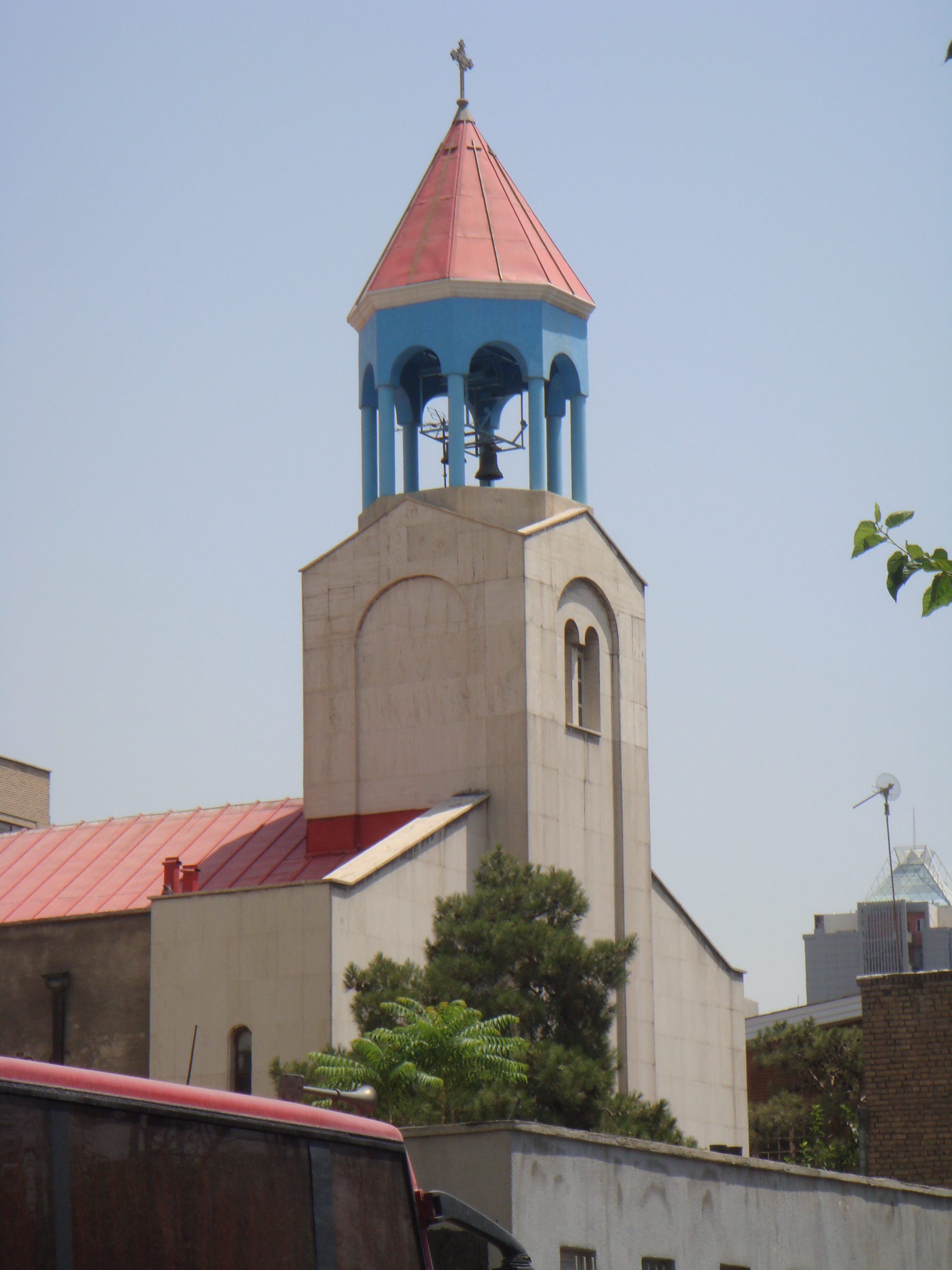
Kościół katolicki obrządku ormiańskiego w Teheranie
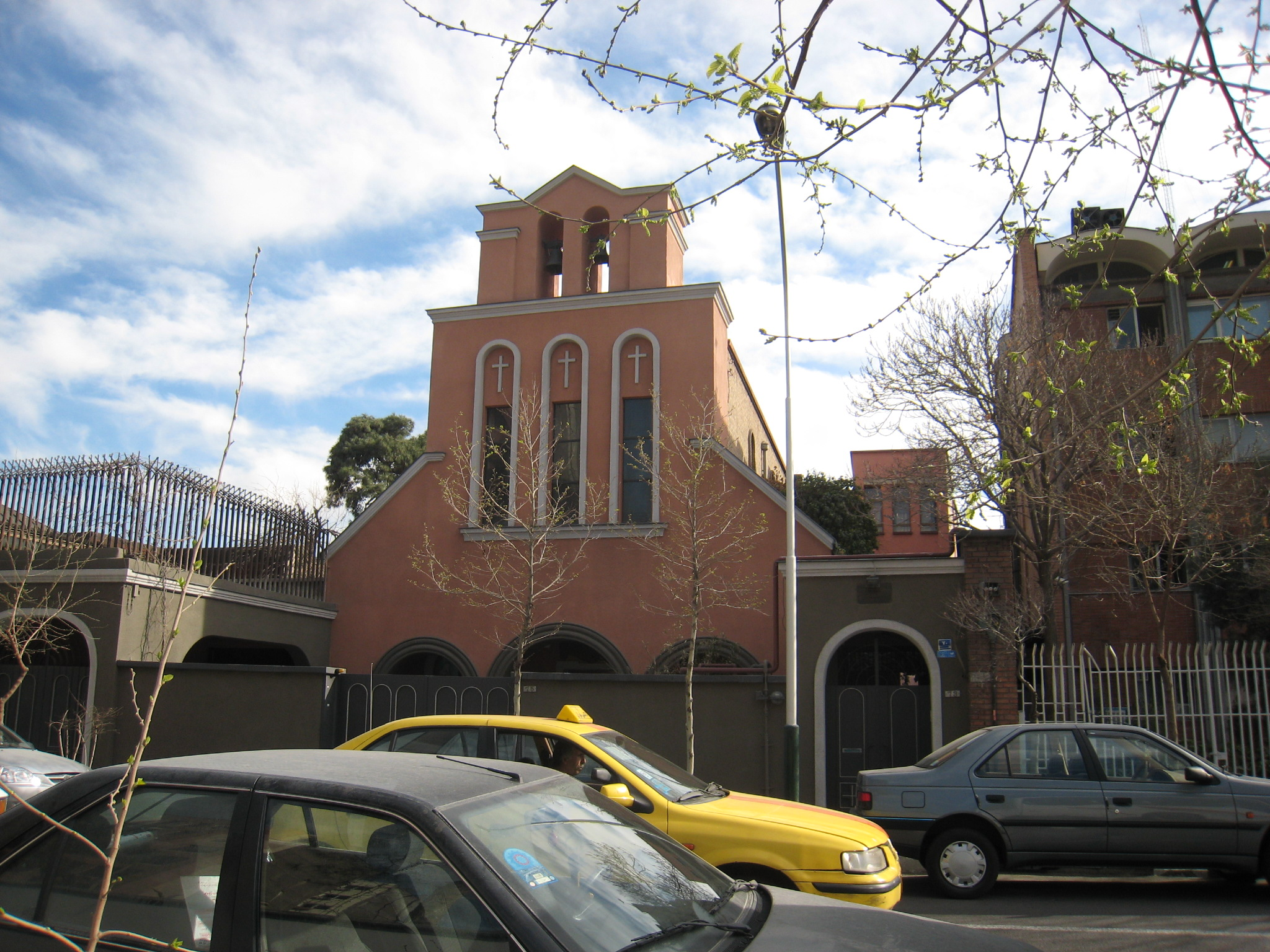
Katedra Kościoła rzymskokatolickiego archidiecezji isfahańskiej w Teheranie
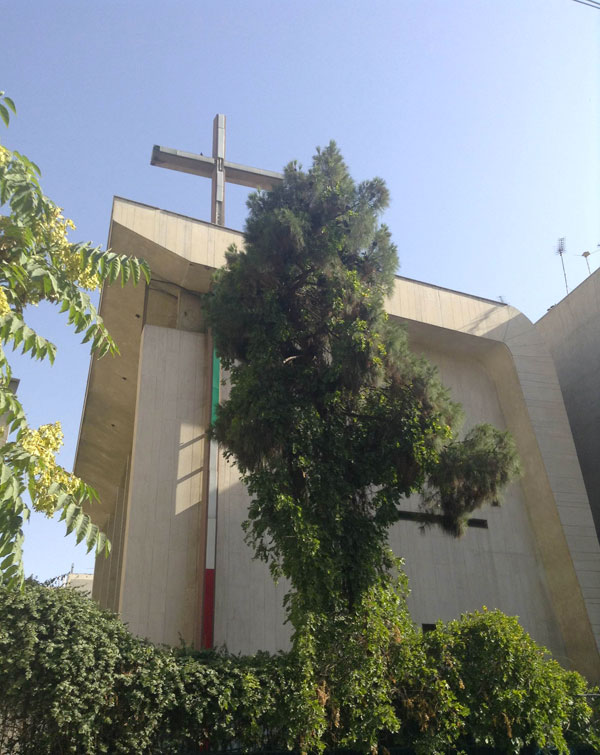
Asyryjski zbór protestancki w Teheranie
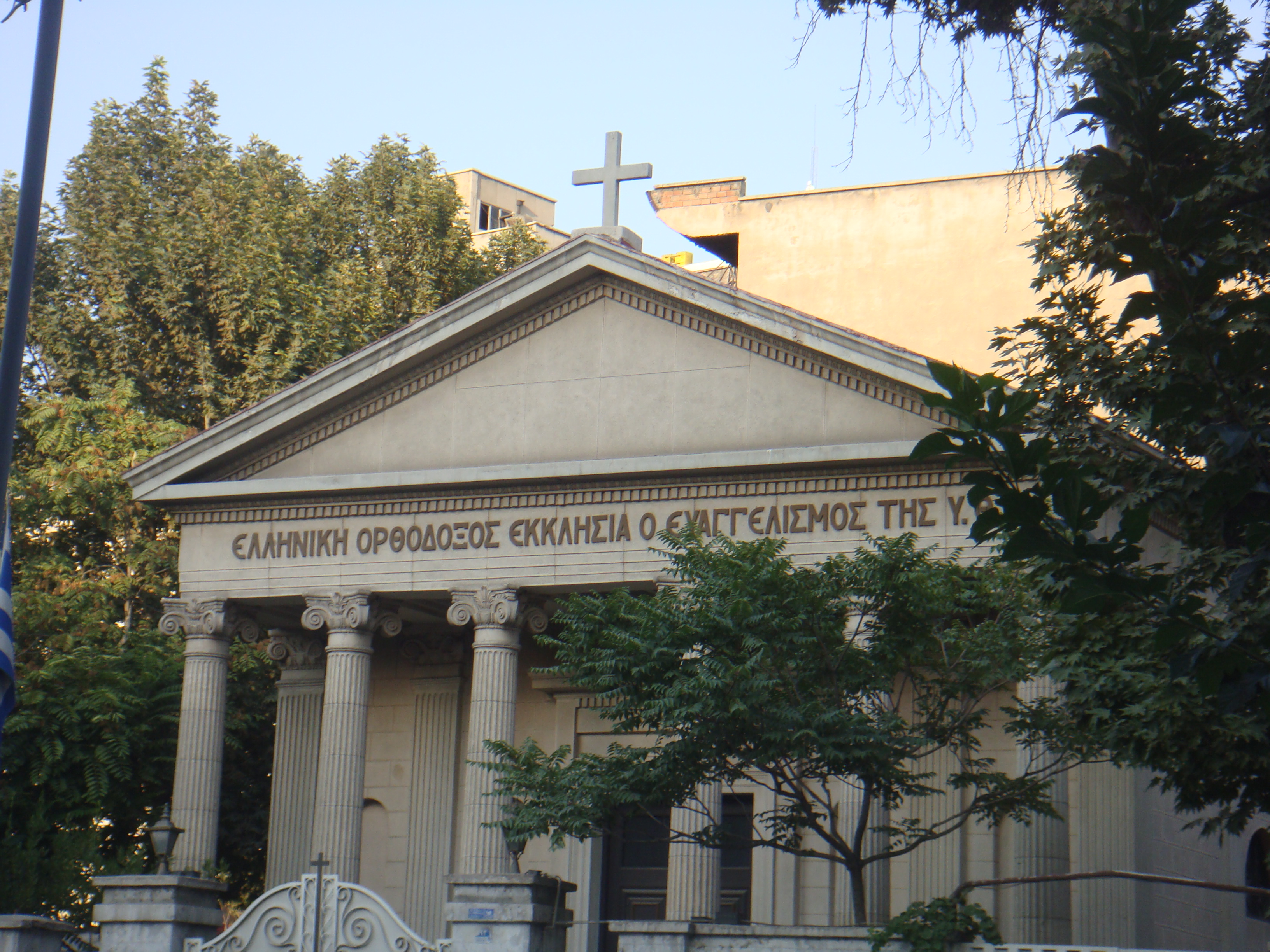
Grecki kościół prawosławny w Teheranie
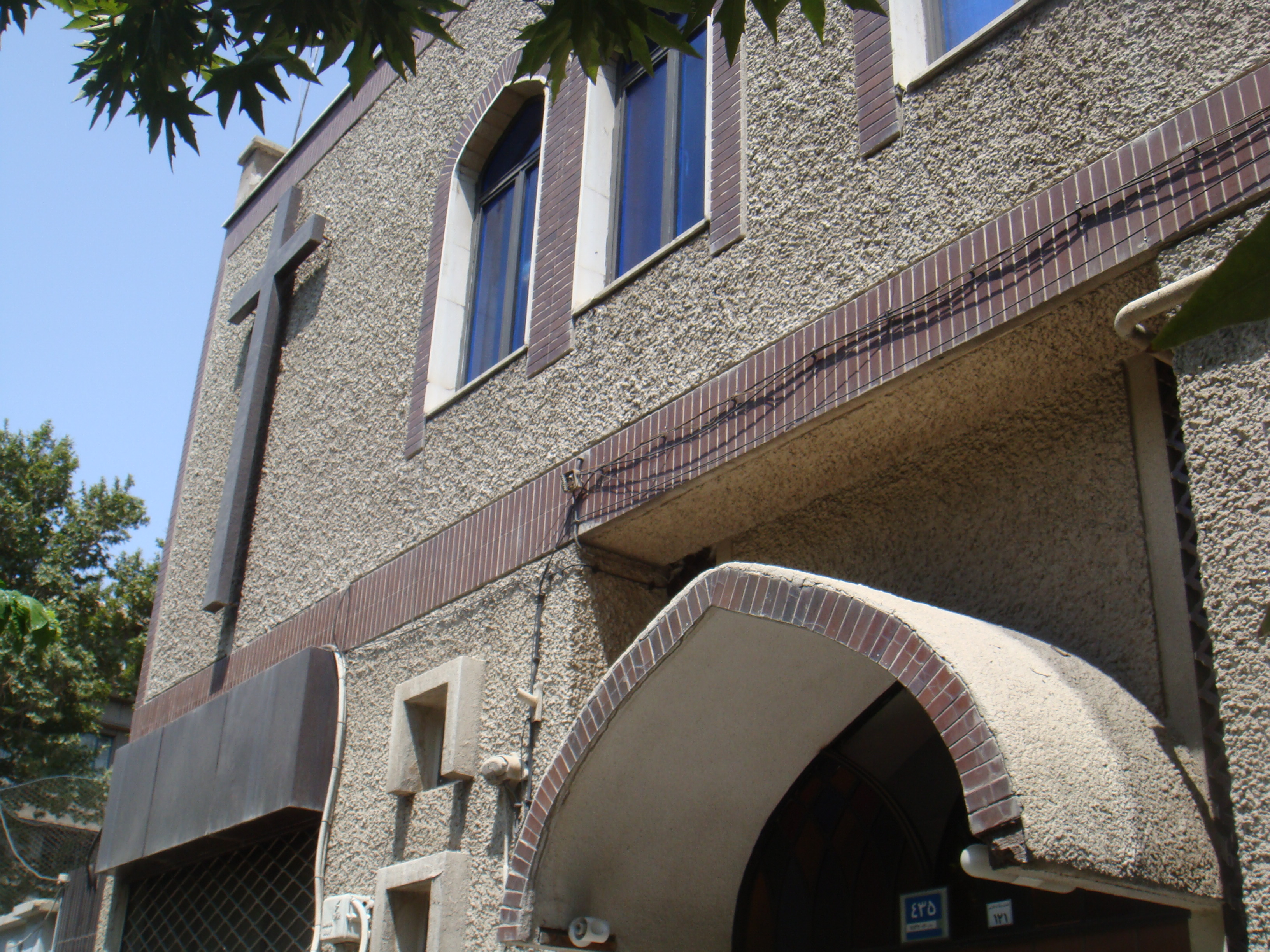
Kościół protestancki w Teheranie